# Heterorhabdus spinifer
Heterorhabdus spinifer är en kräftdjursart som beskrevs av Mungo Park 1970. Heterorhabdus spinifer ingår i släktet Heterorhabdus och familjen Heterorhabdidae. Inga underarter finns listade i Catalogue of Life.